# Rudnia (stacja kolejowa)
Rudnia (ros. Рудня) – stacja kolejowa w miejscowości Rudnia, w rejonie rudniańskim, w obwodzie smoleńskim, w Rosji. Położona jest na linii Smoleńsk - Witebsk. Jest ostatnią stacją w Rosji przed granicą z Białorusią.
Stacja powstała w XIX w. na drodze żelaznej orłowsko-witebskiej pomiędzy stacjami Szebiakin a Gołynki.